# Liste von Persönlichkeiten der Stadt Zeitz
Die Liste von Persönlichkeiten der Stadt Zeitz enthält Personen, die in Zeitz geboren wurden, sowie solche, die dort zeitweise gelebt und gewirkt haben, jeweils chronologisch aufgelistet nach dem Geburtsjahr. Die Liste erhebt keinen Anspruch auf Vollständigkeit.

## Ehrenbürger von Zeitz

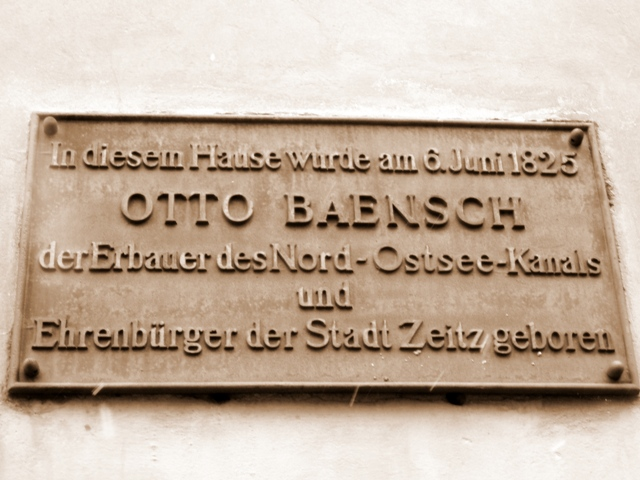
1938 eingeweihte Gedenktafel für Otto Baensch an dessen Geburtshaus Rahnestr. 16

Das Ehrenbürgerwürde ist die höchste Auszeichnung der Stadt Zeitz. Sie erlischt mit dem Tode. Die Stadt hat sie bisher folgenden Personen verliehen:
- Otto Baensch (1825–1898), Wasserbau-Ingenieur, leitete die Mainkanalisierung von Frankfurt bis Mainz sowie den Bau des Nord-Ostsee-Kanals von 1887 bis zur Fertigstellung 1895[2]
- Paul von Hindenburg (1847–1934), Generalfeldmarschall[3]
- Theodor Arnold (1852–1931), von 1888 bis 1918 Bürgermeister und Oberbürgermeister von Zeitz
- Richard Dietrich (1885–1963), Former, Junggewerkschafter und Sozialdemokrat aus Leipzig, ab 1945 Stadtrat für Volksbildung, einer der maßgeblichen Initiatoren der Errichtung des OdF-Denkmals auf dem Friedensplatz (Verleihung 1950)[4]
- Arthur Jubelt (1894–1947), Verleger und kommissarischer Oberbürgermeister der Stadt 1945
- Peter Merseburger (1928–2022, geboren in Zeitz), Journalist, Autor und Auslandskorrespondent, langjähriger Leiter des Fernsehmagazins Panorama[5]
- Silvio Klawonn (* 1963), Vorsitzender der Kampfsportgemeinschaft Zeitz e.V., ehemaliger Präsident des Landesfachverbandes Ju-Jitsu Sachsen-Anhalt, ehemaliger Vizepräsident des Deutschen Ju-Jutsu-Verbandes[6]

## In Zeitz geborene Persönlichkeiten

### Bis 1700
- Michael Achzennicht (1547–1614), Bürgermeister von Zeitz
- David Herlitz (1557–1636), Mathematiker, Mediziner, Historiker und Dichter
- Michael Achzennicht (1594–1652), Landrichter
- Hans Georg Haubold von Schleinitz (1599–1666), Kriegsrat und Hofmarschall von Johann Georg II. von Sachsen und Moritz von Sachsen-Zeitz
- Hieronymus Kromayer (1610–1670), lutherischer Theologe
- Johannes Schreyer (1631–1695), Mediziner
- Michael Telonius (1652–1714), Organist, Komponist und Librettist
- Moritz Wilhelm von Sachsen-Zeitz (1664–1718), letzter Herzog von Sachsen-Zeitz
- Christian August von Sachsen-Zeitz (1666–1725), Erzbischof von Gran
- Johann Wilhelm Grötzsch (1688–1752), evangelisch-lutherischer Theologe und Kirchenliederdichter
- Johann Christian Feige (genannt der Ältere; 1689–1751), Bildhauer und Bildschnitzer
- Johann Christian Gruber, alias Irisander, (1698–1768), Advocat, Historiker und Chronist des Bistums Naumburg-Zeitz

### 1701 bis 1900

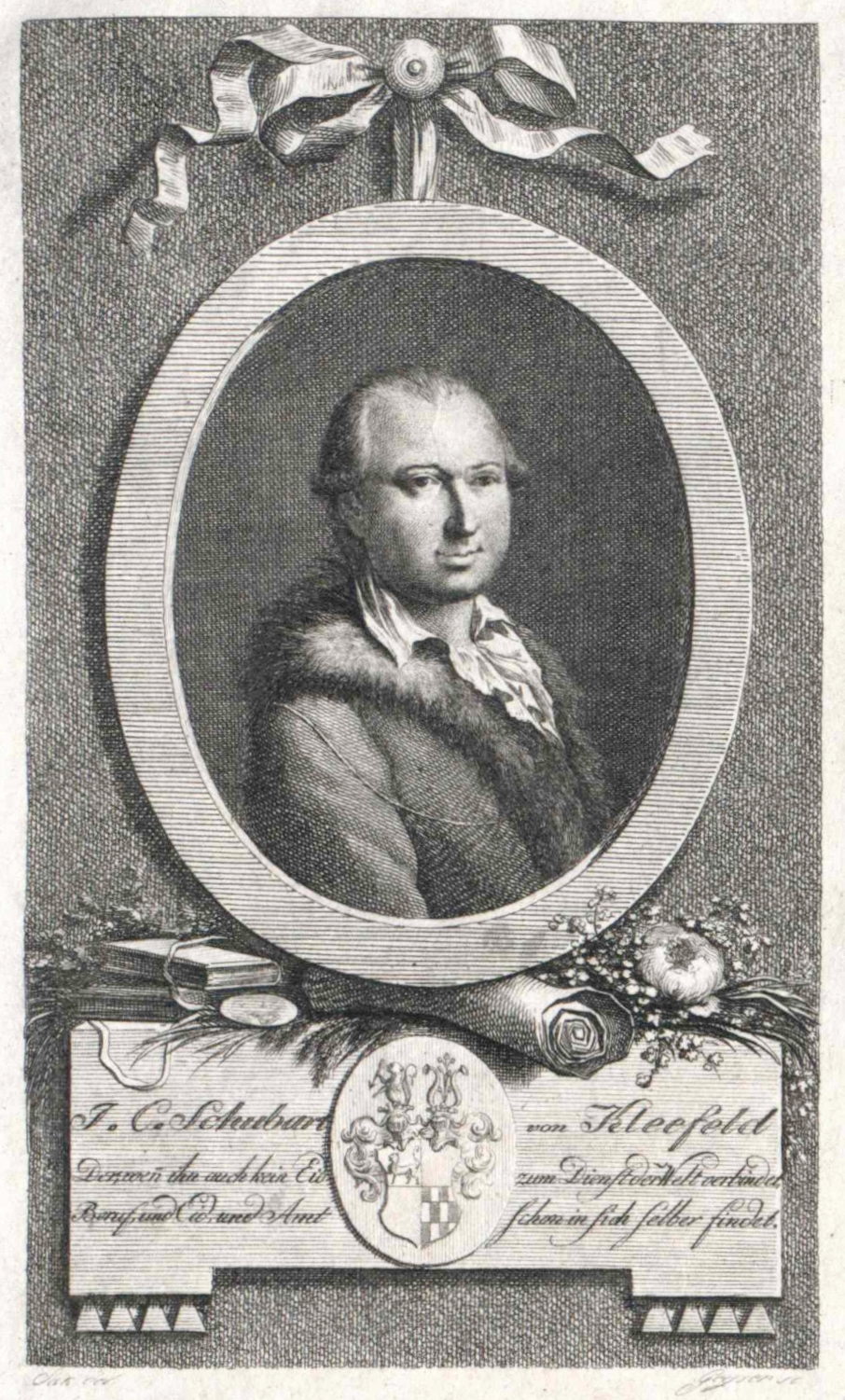
Johann Christian Schubart

- Anna Magdalena Bach (1701–1760), zweite Frau des Komponisten Johann Sebastian Bach
- Karl Friedrich Hundertmark (1715–1762), Mediziner, Hochschullehrer und -rektor
- Johann Gottlob Christ (1722–1799), ev.-luth. Pfarrer und Lieddichter
- Johann Christian Schubart, Edler von Kleefeld (1734–1787), Landwirt und Agrarreformer
- Johann Carl Heinrich Ackermann (1765–1810), Amts-, Stadt- und Landphysikus
- Karl Hahn (1778–1854), Erzieher, Schriftsteller und Theologe
- Ludwig Cerutti (1789–1858), Mediziner und Hochschullehrer
- Curt Haubold von Einsiedel (1792–1829), sächsischer Offizier
- Gustav von Hake (1797–1877), sächsischer General der Infanterie, Gouverneur und Ehrenbürger von Dresden
- Bernhard Brand von Lindau (1805–1856), preußischer Jurist und Oberregierungsrat
- Ernst Albert Naether (1825–1894), Begründer der Kinderwagenindustrie
- Friedrich Anton Schneider (1831–1890), Zoologe
- Ludwig von Hofmann-Zeitz (1832–1895), Maler
- Gustav Deckwitz (1837–1921), Politiker (SPD)
- Paul Werner (1848–1927), Bürgermeister von Hamm und Cottbus
- Hermann Adolf Kühn (1849–1902), Architekt und Kunstgewerbler
- Clemens Denhardt (1852–1929), Afrikaforscher
- Hans Dietrich von Holleuffer (1855–1902), Reichstagsabgeordneter und Regierungspräsident
- Gustav Denhardt (1856–1917), Afrikaforscher
- Karl Pallas (1860–1933), Archidiakon, Theologe, Volkskundler und Heimatforscher
- Karl Pretzsch (1863–1942), Bibliothekar und Autor
- Reinhold Jubelt, genannt der Ältere (1863–1934), Zeitungsverleger und Buchdruckereibesitzer, Gründer und Herausgeber der Zeitzer Neuesten Nachrichten (ZNN), Begründer des Geschichts- und Altertumsvereins für Zeitz und Umgegend, Wegbereiter des Zeitzer Heimatmuseums
- Friedrich Michael Schiele (1867–1913), evangelischer Theologe
- Kurt Floericke (1869–1934), Naturwissenschaftler, Naturfreund und Verfasser zahlreicher populärwissenschaftlicher Darstellungen
- Max Böhme (1870–1925), Architekt und Stadtbaurat in Coburg
- Gustav Ickler (1870–1951), Gewerkschafter und Politiker, Mitglied des Reichstags
- Theodor Albin Findeisen (1881–1936), Kontrabassist und Pädagoge
- Kurt Hegner (1882–1949), Ingenieur und Rationalisierungsfachmann
- Walter Georg Kostka (1884–1970), Architekt und Maler
- Ernst Graul (1886–1958), Politiker (KPD/SED), Oberbürgermeister von Merseburg
- Alfred Nerger (1886–1983), Oberbürgermeister von Zeitz
- Karl Erich Merseburger (1890–1968), Maler, Grafiker und Exlibris-Künstler
- Ewald André Dupont (1891–1956), Filmregisseur und Drehbuchautor
- Walther Günther (1891–1952), Pädagoge, Volkswirt und Medienfunktionär
- Gerhard Degenkolb (1892–1954), Schlüsselfigur der Rüstungsindustrie des Großdeutschen Reiches
- Werner Dörffler-Schuband (1892–1959), SS-Brigadeführer und Generalmajor der Waffen-SS
- Walter Krüger (1892–1973), General der Panzertruppe im Zweiten Weltkrieg
- Arthur Jubelt (1894–1947), Verleger, Heimatforscher und kommissarischer Oberbürgermeister der Stadt
- Horst Dreßler-Andreß (1899–1979), Präsident der Reichsrundfunkkammer
- Werner Osenberg (1900–1974), Materialwissenschaftler, Organisator der deutschen Rüstungsforschung und Rüstungsentwickler während des Zweiten Weltkrieges

### 1901 bis 1950

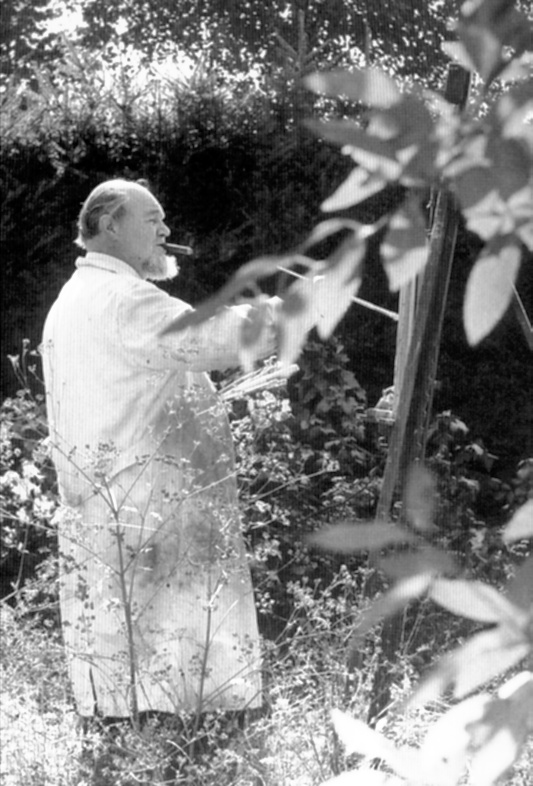
Karl Walther (1968)

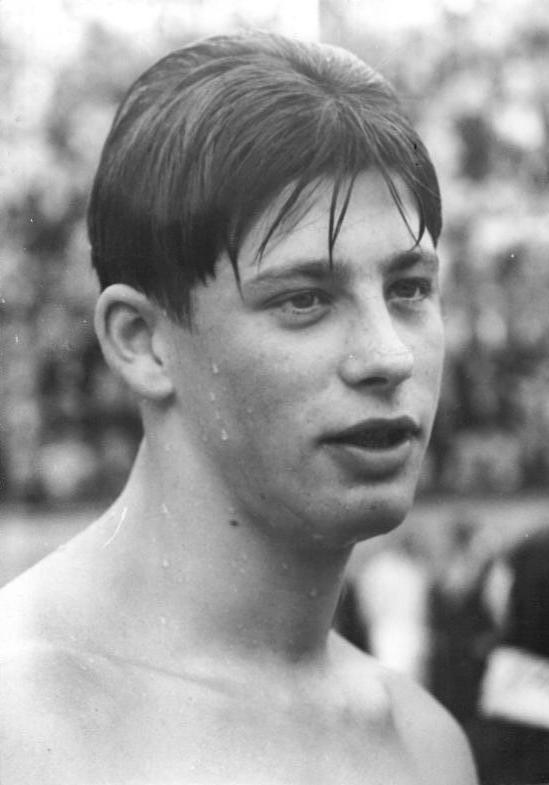
Hans Zierold (1956)

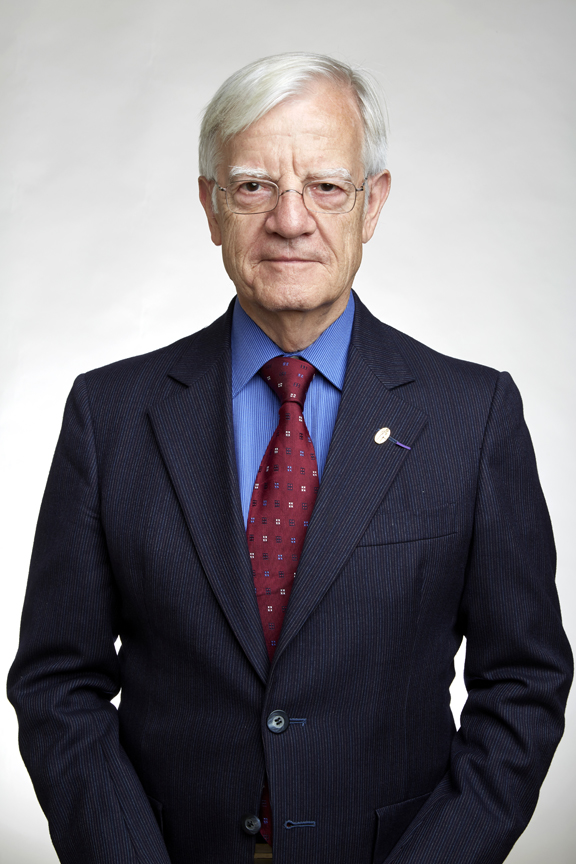
Albrecht W. Hofmann (2018)

- Walter Tyrolf (1901–1971), Jurist, Richter am Sondergericht Hamburg
- Johannes Lebek (1901–1985), Holzschneider, Grafiker und Buchillustrator
- Heinrich Troeger (1901–1975), Jurist, Finanzfachmann und SPD-Politiker
- Gerhard Bommel (1902–1966), Regierungspräsident
- Jaja Sattler (1902–1944), Lovari und protestantischer „Zigeunermissionar“, NS-Opfer
- Ernst Kreuder (1903–1972), Schriftsteller
- Wilhelm Kreuder (1904–1974), Maler und Kunstpädagoge
- Ewald Riebschläger (1904–1993), Wasserspringer (Europameister 1927 und 1931)
- Karl Walther (1905–1981), Maler
- Annemarie Weiland (1907–1992), Schriftstellerin (geb. Anna Maria Schreck)
- Richard Günther (1911–1980), Mediziner
- Hans Joachim Bogen (1912–2002), Botaniker und Hochschullehrer
- Werner Gerhardt (1912–1932), wurde als erster Blutzeuge der NS-Bewegung im Gau Halle-Merseburg verehrt
- Gerhard Lenssen (1912–1992), Dirigent
- Hans Matthies (1915–1991), Architekt, Heimatpfleger und Umweltschützer
- Heinz Hendrich (1916 – ?), Maler
- Irmgard Heilmann (1919–1993), Verlegerin und Schriftstellerin
- Fritz Gödicke (1919–2009), Trainer der Fußballnationalmannschaft der DDR
- Heinz Joerk (* 1919), Fußballtrainer
- Horst Wende (1919–1996), Orchesterleiter, Arrangeur und Akkordeonist
- Heinz Schwarz (1921–2016), Politiker (SED), Generaldirektor des VEB Chemiekombinats Bitterfeld
- Heinz-Günther Lehmann (1923–2006), Schwimmer und Europameister sowie Olympiateilnehmer[7]
- Inge Schulz (1923–2014), Schauspielerin, Hörspiel- und Synchronsprecherin
- Günter Wöhe (1924–2007), Ökonom
- Theo Immisch (1925–2004), Grafiker und Karikaturist
- Dieter Lohmann (1927–2023), Internist und Hochschullehrer
- Otfried Wagenbreth (1927–2017), Geologe und Montanhistoriker
- Fritz Fröhlich (1928–2006), Maler und Grafiker
- Harald Otto (1928–2013), Goldschmied und Schmuckgestalter
- Peter Merseburger (1928–2022), Journalist und Autor
- Gottfried Handel (1929–1980), marxistischer Philosoph
- Manfred Kaiser (1929–2017), Fußballspieler und Trainer
- Joachim Knappe (1929–1994), Schriftsteller
- Joachim Hering (* 1931), Maler, Grafiker und Bildhauer
- Lothar von Wolfersdorf (1934–2010), Mathematiker
- Rudolf Drößler (1934–2022), Sachbuchautor und Wissenschaftsjournalist, von 1991 bis 1997 Stadtschreiber und Stadtchronist
- Helmut Richter (1934–2018), Germanist und Literaturwissenschaftler
- Peter Sauermann (1935–2022), Pianist
- Monika Peitsch (* 1936), Schauspielerin
- Hartwig Henze (* 1938), von 1986 bis 2003 Richter am Bundesgerichtshof
- Hans Zierold (* 1938), Schwimmer, Olympia-Finalteilnehmer 1956 und 1960
- Bernd Bauchspieß (1939–2024), Fußballspieler, Olympiateilnehmer 1964
- Albrecht W. Hofmann (* 1939), Geochemiker
- Gisela Richter (1940–2008), Malerin und Grafikerin
- Wolf-Dietrich Sprenger (* 1942), Schauspieler
- Verena Paul-Zinserling (* 1942), Archäologin
- Ulrike Piechota (1942–2024), Schriftstellerin und Kirchenmusikerin
- Rolf-Dietrich Ratzmann (1944–1992), Maler und Grafiker
- Hermann Keller (1945–2018), Pianist und Komponist
- Klaus Trummer (* 1945), Kanute, Olympiateilnehmer 1972[8]
- Jürgen Kretschmer (* 1947), Kanute, Olympiateilnehmer 1972[9]
- Henry Pacholski (1949–1978), Rocksänger und Textdichter der Rockgruppe Lift

### Ab 1951
- Tissy Bruns (1951–2013), Journalistin
- Martina Falke (* 1951), Kanutin, Olympiateilnehmerin 1972[10]
- Olaf Fricke (* 1951), Kanute, Olympiateilnehmer 1972[11]
- Julia Kunert (1953–2022), Kamerafrau und Dokumentarfilmerin
- Margit Weihnert (* 1953), Politikerin (SPD)
- Konrad Schellbach (1953–2019), Landtagsabgeordneter (CDU)
- Günter Heinz (* 1954), Mathematiker, Komponist und Musiker
- Richarda Schmeißer (* 1954), Turnerin, Olympiateilnehmerin 1972[12]
- Manfred Grund (* 1955), Politiker (CDU)
- Ullrich Meier (* 1955), Mediziner, Politiker (CDU), Mitglied des Abgeordnetenhauses Berlin
- Thomas Kramer (* 1959), Literaturwissenschaftler
- Michael Schiller (* 1959), Chemiker
- Lothar Waehler (* 1959), Politiker (AfD)
- Jens Koeppen (* 1962), Politiker (CDU)
- Manfred Berro (* 1966), Kanute, Olympiateilnehmer 1992 und 1996[13]
- Britt Beyer (* 1968), Regisseurin
- Michael Trummer (* 1968), Kanute, Olympiateilnehmer 1992 & 1996
- Sylvia Vandermeer, bürgerlich Sylvia Meierewert (* 1968), Malerin, Wirtschaftswissenschaftlerin und Autorin
- Michael Specht (* 1976), Schauspieler
- Maik Kunze (* 1977), Fußballtrainer und ehemaliger -spieler
- Florian Rost (* 1988), Meteorologe und Wettermoderator
- Maria Franke (* 1991), Endurosportlerin
- Justin Kurch (* 1999), Handballspieler

## Personen mit Bezug zu Zeitz

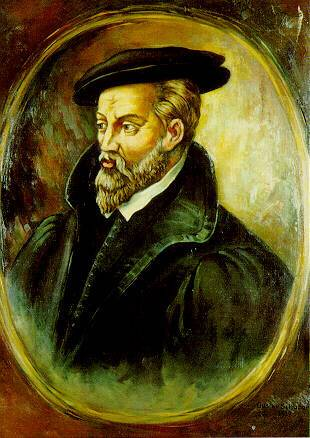
Georgius Agricola

- Georgius Agricola (1494–1555), Vater der Mineralogie, wurde auf Veranlassung seines Freundes Julius von Pflug im Zeitzer Dom beerdigt.
- Julius von Pflug (1499–1564), letzter katholischer Bischof der Diözese Naumburg (Saale), starb in Zeitz
- Maximilian Mörlin (1516–1584), evangelischer Theologe und Reformator
- Johann Habermann (1516–1590), lutherischer Theologe, Erbauungsschriftsteller und Hebraist
- Johann Wilhelm Neumayr von Ramsla (1572–1641), Staatsrechtler und Militärtheoretiker
- Heinrich Schütz (1585–1672), Komponist
- Hans Georg von Schleinitz (1599–1666), Verwaltungsbeamter und Gelegenheitsdichter, starb in Zeitz
- Johann Sebastian Mitternacht (1613–1679), Theologe, Rhetoriker, Pädagoge, Dramatiker und Barockdichter, starb in Zeitz
- David Pohle (1624–1695), Komponist
- Veit Ludwig von Seckendorff (1626–1692), Gelehrter und Staatsmann, ab 1664 in Zeitz als Kanzler des Herzogs Moritz (Sachsen-Zeitz) tätig
- Georg Christian Schemelli (* um 1676–1762), Hofkantor, starb in Zeitz
- Johann Christian Ernesti (1695–1769), Theologe, Pfarrer in Zeitz
- François-Noé de Crousaz (1696–1768), Generalleutnant, Kommandeur in Zeitz
- Johann Samuel Agner (1701–1769), Pfarrer und Schriftsteller, ab 1750 in Zeitz tätig
- Friedrich Immanuel Schwarz (1728–1786), Theologe und Pädagoge, war 1770 bis 1778 Superintendent in Zeitz
- Friedrich Senfft von Pilsach (1741–1822), königlich-sächsischer Generalmajor, starb in Zeitz nach seiner Pensionierung
- Christian Gottfried Müller (1747–1819), Rektor des Stiftsgymnasiums in Zeitz und Leiter der Stiftsbibliothek
- Karl Ludwig Nitzsch (1751–1831), Theologe
- Gottfried Fähse (1764–1831), klassischer Philologe und Pädagoge, besuchte in Zeitz das Gymnasium
- Friedrich Delbrück (1768–1830), Theologe und Erzieher der preußischen Könige Friedrich Wilhelm IV. und Wilhelm I., wirkte ab 1817 als Superintendent in Zeitz und starb hier
- Johann Friedrich Hütter (1774–1840), Jurist und Bürgermeister von Zeitz (1828–1840)
- Gottlieb Kiessling (1777–1848), Rektor des Stiftsgymnasiums (1820–1848) und Altphilologe
- Johann Gottfried Zehler (1811–1873), Lehrer und Naturforscher, führte die Kapitelschenke und starb in Zeitz
- Julius Richard Petri (1852–1921), Bakteriologe, nach ihm wurde die Petrischale benannt, starb in Zeitz
- Theodor Arnold (1852–1931), Bürgermeister von Zeitz (1888 bis 1918)
- Boleslav Strzelewicz (1857–1938), proletarischer Agitationstheater-Künstler, lebte bis 1892 in Zeitz
- Richard Poelchen (1857–1947), Chirurg
- Johannes Thienemann (1863–1938), deutscher Ornithologe und Gründer der Vogelwarte Rossitten
- Waldemar Scheithauer (1864–1942), Industrieller bei der Waldauer Braunkohlen-Industrie AG in Zeitz
- Konrad Braun (1866–1934), Lehrer, Schriftsteller, Begründer des Museums Schloss Moritzburg Zeitz[14]
- Theodor von Baudissin (1874–1950), Regierungspräsident des Regierungsbezirks Westpreußen, lebte in Zeitz
- Richard Leißling (1878–1957), Lehrer und Naturforscher
- Heinrich Acker (1896–1954), Landrat in Zeitz
- Max Sidow (1897–1965), Schriftsteller, lebte in Zeitz
- Rudolf Agricola (1900–1985), Wirtschaftswissenschaftler, von 1926 bis 1933 Diplom-Handelslehrer und SPD-Stadtverordneter
- Joachim Begrich (1900–1945), Alttestamentler, Theologe
- Oskar Brüsewitz (1929–1976), Pfarrer, nahm sich 1976 aus Protest gegen die SED-geführte Regierung und die Haltung der Kirche gegenüber der Politik in der DDR durch Selbstverbrennung das Leben
- Dieter Kmietczyk (* 1949), Bürgermeister von Zeitz (1990–2008)
- Volkmar Kunze (* 1954), Oberbürgermeister von Zeitz (2009–2016)
- Philipp Edward Kümpel (* 1968), Kontrabassist und Filmkomponist in Zeitz (1996–2003)
- Christian Thieme (* 1972), Oberbürgermeister von Zeitz (seit 2016)